# Stuart Berry
Stuart Berry és un àrbitre de rugbi representant de la Federació sud-africana de Rugbi. És un dels àrbitres del Super Rugby i fou un dels àrbitres assistents a la Copa del Món de Rugbi de 2015. Nascut a Durban i la seva trajectòria acadèmica el portar a assolir un màster en Hidrologia per la University of KwaZulu-Natal i professionalment es dedica a una empresa que organitza esdeveniments esportius i musicals.
Berry fou inclòs per la SANZAR dins el ventall d'àrbitres del Super Rugby l'any 2011 i l'any 2013 feu el seu debut internacional en un partit test entre Japó i els All Blacks. 